# 9419 Keikochaki
9419 Keikochaki è un asteroide della fascia principale. Scoperto nel 1995, presenta un'orbita caratterizzata da un semiasse maggiore pari a 2,2403139 UA e da un'eccentricità di 0,1397004, inclinata di 4,47704° rispetto all'eclittica.